# V. Szendrei Júlia
Szendrei Júlia, V. (Kolozsvár, 1930. március 15. – Kolozsvár, 1976. november 12.) erdélyi magyar irodalomtörténész, egyetemi oktató, Vajda Lajos (1926) történész felesége.

## Életútja, munkássága
A Bolyai Tudományegyetemen 1954-ben szerzett magyar szakos tanári diplomát, közvetlenül ezután került a magyar irodalomtörténeti tanszékre. Előbb gyakornok, 1957-től tanársegéd, 1967-től a Bevezetés az esztétikába és az irodalomelméletbe, 1971-től A felvilágosodás korának magyar irodalma c. tárgyak előadója. Tanulmányaiban Báróczi Sándor stílusának (NyIrK 1964/2), Kazinczy Ferenc klasszicizmusának (NyIrK, 1966/2), a történelmi regény műfajának (Studia Universitatis Babeş–Bolyai, Series Philologia, 1968/1), Jósika Miklós történelmi regényeinek (NyIrK, 1972/1, 1973/1, 1975; NyIrK 1970/2, 1972/ 1–2, 1974) a kérdéseit, valamint Jósika Miklósnak mint népnevelőnek az eszmevilágát (NyIrK, 1977/1) vizsgálta. Bevezető tanulmánnyal közreadta Csokonai Vitéz Mihály (1963) és Kármán József (1968) válogatott munkáit.
Kismonográfiában mérte fel Csokonai lírájának élményrétegeit: „Mely széles a poétai mező”. Kolozsvár, 1970. Kismonográfiák).